# 1281
1281 (MCCLXXXI) je bilo navadno leto, ki se je po julijanskem koledarju začelo na sredo.

## Slovenija
- 22. julij - Umrlega krškega škofa Janeza I. Ennsthalskega nasledi Konrad Luppurški, ki pa ne dobi posvetitve, ker je bil izvoljen mimo papeževe vednosti.

### Mongolski imperij
- pomlad - Invazija na Japonsko: flota več kot 4400 ladij z okoli 142.000 posadke izpluje iz dveh korejskih pristanišč proti Japonski. Koordiniranje do tedaj v zgodovini največje flote je počasno in zahtevno.
- 15. avgust - Druga bitka za Zaliv Hakata: japonski samuraji preprečijo izkrcanje mongolske vojske v zalivu, ki je utrjen z več kot 20 km dolgim zidom. Zatem tajfun, ki traja dva dni, popolnoma uniči mongolsko floto: reši se slaba desetina ladij in petina mongolske vojske.[1]
  - Ob novici o popolni katastrofi se Kublajkan odloči za še eno, tretjo invazijo na Japonsko. 1284 ↔
- 29. oktober - Bitka za Homs: egiptovski mameluki pod vodstvom sultana Kalavuna vnovič premagajo Mongole Ilkanata, ki je poleg 50.000 mongolskih konjenikov štela še 30.000 vojakov iz tributarnih Gruzije in Armenije. To je zadnja bitka med Mongoli in egiptovskimi Mameluki. 1282 ↔
- Kmerski kralj Jadžavarman VIII. zapre Kublajkanove odposlance, ki so zahtevali tribut. 1283 ↔

### Ostalo
- 21. februar - Leto dni poprej umrlega papeža Nikolaja III. nasledi Martin IV., 189. papež po seznamu.[2]
- marec - Obleganje Berata (1280-1281): uspešna bizantinska protiofenziva proti vojski sicilskega[3] kralja Karla Anžujskega, ki zreducira njegovo Albansko kraljevino na mesto Drač z okolico. Bizantinska zmaga je bila že velika zasluga turških najemnikov. 
  - Orvietojski sporazum: poraz ne uniči ambicij Karla Anžujskega, da bi zavzel Konstantinopel. Nasprotno, podvoji njegove napore, tako da v svoje načrte vključi še Benečane in titularnega latinskega cesarja Filipa Courtenayškega. Sporazumu pritrdi tudi papež Martin IV., ki po poskusih združitve prejšnjih papežev (ponovno) izobči bizantinskega cesarja Mihaela VIII. Paleologa. Le-ta pa sklene zavezništvo z aragonskim kraljem Petrom III. in z večjim delom izplena iz vojne financira gibeline, ki so nasprotniki Karla Anžujskega. Siciljanske večernice → 1282
  - Z bizantinskim cesarjem sklene diplomatsko in trgovsko sodelovanje tudi egiptovski mameluški sultan Al-Mansur Kalavun, ki si ne želi vpletanja Karla Anžujskega v križarsko Zamorje.
- 10. september - Po umrlem brandenburškemu mejnemu grofu Janezu II. marko vodi naprej njegov brat in sovladar Oton S puščico.
- 24. december - Po umrlem luksemburškem grofu Henriku V., ki je poleg grofije Luxemburg imel v fevdu še grofije Laroche, Ligny in Namur, se grofije razdelijo med sinova. Starejši sin Henrik VI. dobi Luxemburg in Namur, mlajši Valeran I. Ligny in Laroche.
- Grofija Meissen, Nemčija:  sinova Friderik in Dicman iz (hladnega) zakona med grofom Albertom Sprevrženim in princeso Margareto Hohenstaufen se z vojsko upreta svojemu očetu, ker je le-ta začel pri dednini favorizirati nezakonskega sina Apica, ki ga je imel iz razmerja z ljubico Kunigundo Eisenberško. 1289 ↔
- Turčija: umre poglavar turkmenskega plemena Kai bej Ertugrul. Nasledi ga sin Osman I., ustanovitelj in prvi vladar Osmanskega cesarstva. 1299 ↔
- Severna Tajska: Mangrai, vladar mesta Chiang Mai, začne z osvajanjem Haripunčaja, kraljevine etnične skupine Mon. 1292 ↔
- Nemški pesnik Konrad iz Würzburga začne s pesnjenjem epa o trojanski vojni.
- Nemška mistikinja Gertruda Velika doživi svojo prvo od več mističnih vizij.

## Rojstva
- 4. avgust - Hajisan/cesar Wuzong, mongolski veliki kan, kitajski cesar dinastije Yuan († 1311)
- Castruccio Castracani, italijanski vojskovodja, vojvoda Lucce († 1328)
- Hamdollah Mostowfi, perzijski zgodovinar, geograf, pesnik († 1349)
- Henrik Plantagenet, angleški plemič, 3. grof Lancaster, 3. grof Leicester († 1345)
- Jurij III. Danilovič, moskovski knez († 1325)
- Orhan I., drugi sultan Osmanov († 1362)
- Rudolf I., kralj Češke, vojvoda Avstrije in Štajerske (III.) († 1307)

## Smrti
- 16. februar - Gertruda Hohenburška, nemška kraljica, soproga Rudolfa I. Nemškega (* 1225)
- 22. julij - Janez I. Ennsthalski, krški škof
- 10. september - Janez II., brandenburški mejni grof (* 1237)
- 20. december - Hartman Habsburški, grof Habsburga, sin Rudolfa I. Nemškega (* 1263)
- 24. december - Henrik V., luksemburški grof (* 1216)
- Ertugrul, poglavar plemena Kai oguzijskih Turkov, oče Osmana I. (* 1198)